# ورزشگاه بینه
ورزشگاه بینه (انگلیسی: Bine Stadium) یک ورزشگاه در شهرک بینه در جمهوری آذربایجان است.